# 大内弘幸
大内 弘幸（おおうち ひろゆき）は、鎌倉時代後期から南北朝時代の周防国の武将。大内氏第8代当主。

## 生涯
元応2年（1320年）、父の死により家督を相続する。
元弘元年（1332年）の元弘の乱では、北条高時の命を受けて厚東武実、熊谷直経ら西国勢とともに上洛した。
元弘3年/正慶2年（1333年）閏2月以降、四国で反幕勢力が蜂起すると、長門探題の北条時直と行動をともにし、乱の鎮圧に貢献した。そのため、弘幸は建武政権より疎外され、叔父の鷲頭長弘が周防守護職に任じられた。周防守護となった長弘は、大内豊前権守や大内豊前権守入道と称して大内氏の惣領として君臨した。
建武2年（1335年）12月、弘幸は足利尊氏とよしみを結び、武家方となった。延元元年（1336年）2月、鷲頭長弘の周防守護代の職に任ぜられる。しかし、弟の波野弘直は後醍醐天皇方に味方。関東に出陣して新田義貞の指揮下に入り、武家方と戦った。弘直は後に帰国するが尊氏の九州下向に際して挙兵し、興国2年/暦応4年（1336年）7月7日、石見国益田で討死した。
室町幕府成立後は長弘も尊氏に取り入って武家方にあり、なおも周防守護職の座にあった。鷲頭氏と大内氏の対立は続いており、暦応4年（1341年）閏4月15日に長弘方の放火によって、大内氏の氏寺氷上山興隆寺が焼失するなど、その対立はより深刻となっていく。正平5年/観応元年（1350年）、弘幸は子の弘世とともに長弘討伐に乗り出し、東大寺領吉敷郡椹野庄に乱入、南朝に帰順の意志を示した。翌年の7月に南朝に帰順。子の弘世が南朝から周防守護職に任じられた。
長弘討伐を成し得ぬままの正平7年/観応3年3月6日（1352年4月20日）、死去。